# Anisopodus batesi
Anisopodus batesi är en skalbaggsart som beskrevs av Gilmour 1965. Anisopodus batesi ingår i släktet Anisopodus och familjen långhorningar. Inga underarter finns listade i Catalogue of Life.